# 火花點火
火花點火（英語：Spark ignition），是在活塞上行的壓縮行程到達一個階段，電腦會下達指令產生高壓電，使火花塞跳火而產生火焰，就是所謂的火花點火。此舉將使混合油氣燃燒，讓引擎從壓縮行程進入動力行程。
若引擎是使用分電盤，則是使發火線圈中的低壓線圈（一次線圈）通電，利用電磁感應，使高壓線圈（二次線圈）產生足夠的高壓電使火花塞跳火。
跳火的時間並不固定，會依車輛的行使狀況而改變。